# 蕎麦がき

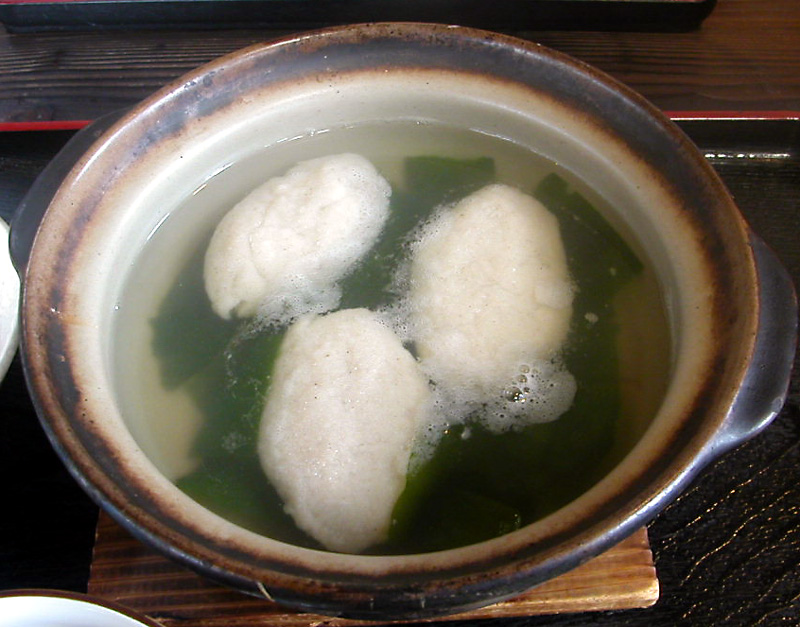
蕎麦がきの一例

蕎麦がき（そばがき、蕎麦掻き）とは、蕎麦粉を熱湯でこねて餅状にした食べ物。
蕎麦粉を使った初期の料理であり、蕎麦切りが広がっている現在でも、蕎麦屋で酒のつまみとするなど広く食されている。「かいもち」ともいう。
蕎麦切り（蕎麦）のように細長い麺とはせず、塊状で食する点が特徴である。

## 概要
蕎麦粉に湯を加えるか水に入れてから加熱し、箸などで手早くこねて粘りを出し、塊状にして食する。水分が多かったり、加熱しすぎると上手にできないことがある。通常は蕎麦粉100%の粉が使用される。水を加えて加熱することで、蕎麦粉のデンプンを糊化（アルファ化）させることにより、消化吸収がよく蕎麦の栄養を効率よくとることができる。健康食としても見直されている。
ソバの産地では、子供でも作れるのでかつてはおやつの定番であった。箸で少しずつちぎりながら、そばつゆや醤油をつけて食べる。
調理方法として、蕎麦粉に熱湯をかけて混ぜ、粘りがでた状態のものを食べる「椀がき」と、小鍋に蕎麦粉と水を合せコンロで加熱しながら練る「鍋がき」がある。鍋がきはおやきを作るときの皮と似ているが、より柔らかくして米飯を混ぜ込んだり、手でちぎってすいとんのように出汁に落として煮たりと、家庭によって様々に調理されている。

## 歴史
5世紀の文献に現れるが、縄文土器から蕎麦料理を食べていた形跡が発見されている程、日本では古くから蕎麦が食べられていた。蕎麦がきは鎌倉時代には存在し、石臼の普及とともに広がったと見られる。江戸時代半ばまではこの蕎麦がきとして蕎麦料理が食べられていたが、江戸中期頃には麺状にした「蕎麦切り」が庶民の生活に広がり、日本全国に広がっていた。
17世紀の農村事情に詳しい武士の書いた『百姓伝記』には「そば切りは田夫のこしらへ喰うものならず」とあるように、そば切りを禁止されている農村が少なからずあった。そのような地域では蕎麦がき、そば餅が食べられた。また、当時の農村で食べられる蕎麦がきは、米飯の代わりとして雑穀や根菜を混ぜたり、鍋料理に入れるなど食べごたえのある形に調理されたものが多く、今日に一般的な酒肴やおやつのような存在ではなかった。

## その他の蕎麦がき
- はやそば（早蕎麦）

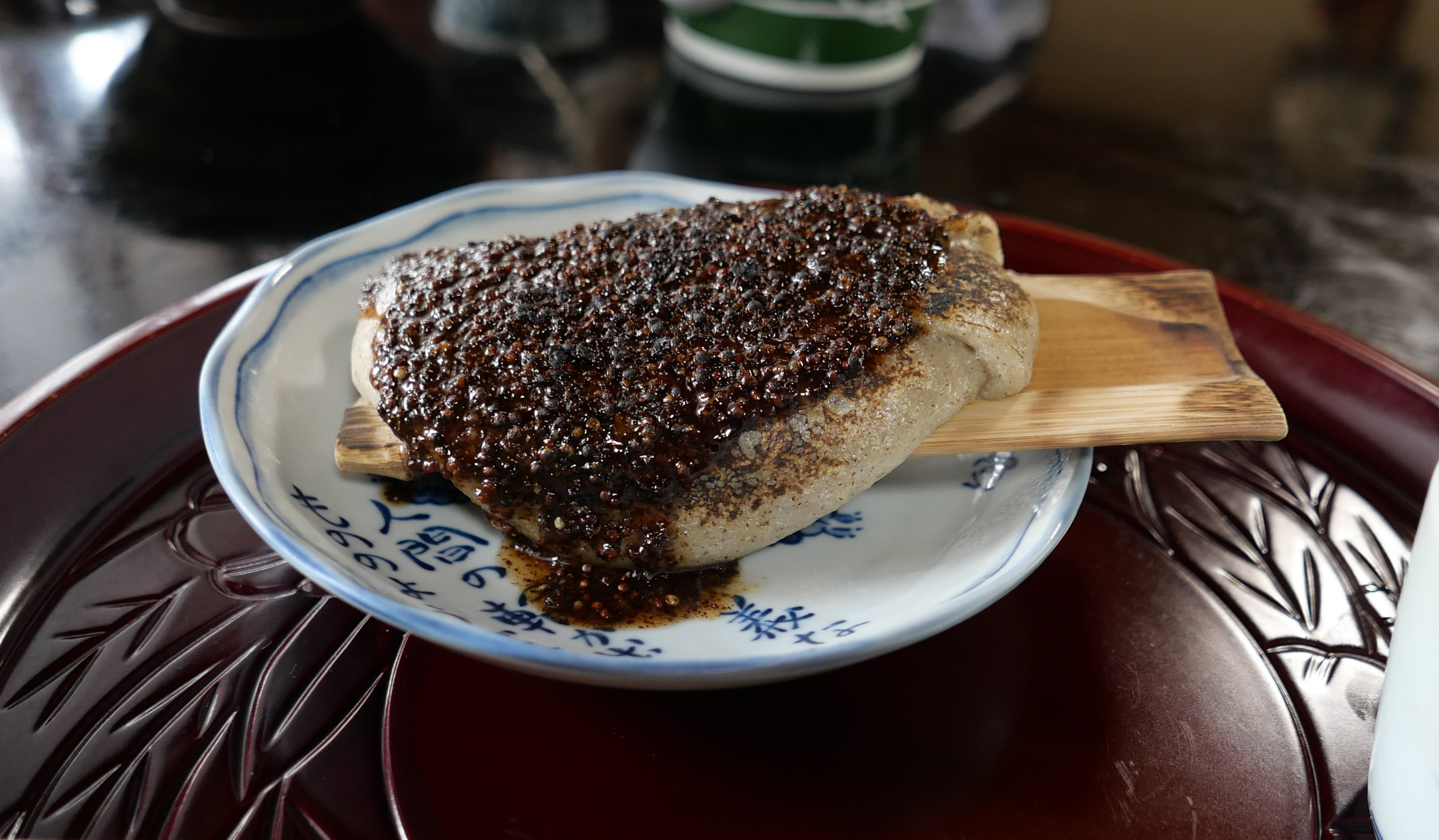
会津の焼きそばがき（クルミ味噌を塗っている）

  - 信州山ノ内町・栄村では、大根を千切りした物に蕎麦粉と熱湯を加えてかき混ぜ、そばつゆを付けて食べる。近隣市町村では、せんぞ蕎麦ともいわれる。2001年（平成13年）3月15日に長野県選択無形民俗文化財に選択された[7]。
- そばがき汁粉
  - 餅の代わりに蕎麦がきを入れた汁粉。長野県松本市周辺の店で見られる。
- 焼きそばがき
  - 「かいもち」とも呼ばれる餅状のそばがきを焼いたもの。この写真の会津地方の焼きそばがきは、竹の上に餅状のそばがきを載せてクルミ味噌を付けて焼いた料理。

日本国外では、イタリアのポレンタや、東アフリカにおけるトウモロコシの粉など穀物粉に湯を加えて練り上げた主食のウガリなど、似た製法の食料がある。